# ويليام ر. هول
ويليام ر. هول (بالإنجليزية: William R. Hoel)‏ هو ضابط أمريكي، ولد في 7 مارس 1824 في مقاطعة بتلر في الولايات المتحدة، وتوفي في 23 مايو 1879.